# Маска Аполлона
«Маска Аполлона» — роман британской писательницы Мэри Рено, написанный в 1966 году. Действие произведения разворачивается в Древней Греции, преимущественно Афинах и Сиракузах, вскоре после завершения Пелопоннесской войны.

## Сюжет
Афинский актёр Никерат, рассказчик истории собственной жизни, путешествует по городам Греции и колониям Сицилии с драматическими спектаклями. Первая его большая роль — бог Аполлон, покровитель муз и предсказатель будущего. Маска бога Аполлона становится талисманом Никерата, и хотя он ни разу больше не сыграл самого Аполлона, маска всегда его сопровождает и становится советчиком и защитником, когда Никерат оказывается в водовороте гражданской войны в Сиракузах. С юных лет Никерат старался держаться в стороне от политики, считая политическую сцену — не лучшим местом для актера, но преданная дружба с влиятельными лицами заставляет его погружаться в мир интриг и войн за престол.

## Персонажи

### Главные
- Никерат (друзья называют его Нико) — вымышленный актёр-трагик, протагонист из Афин. Его труппу составляли:
  - Путешествие по Пелопоннесу: Ламприй (1)[1], Демохар (2), Мейдиас (3)[2]
  - Коринф — Дельфы: Анаксис (2), Крантор (3), Антемион (4)
  - Сиракузы — Сицилия: Менекрат (2), Филанф (3)
- Архит — 400—365, древнегреческий философ, пифагореец.
- Артемидор — актёр, отец Никерата.
- Дион — 408—353, сиракузский философ, политик, убит заговорщиками.
- Дионисий I Сиракузский — 430—367, тиран Сиракуз (405 до н. Э), завоевал первую премию на Линеях с трагедией «Выкуп Гектора».
- Дионисий II Сиракузский — тиран Сиракуз (367-56 и 347-4) бежал в Локриду, позднее содержал гимназию для мальчиков в Коринфе.
- Гераклид — организатор бунта в Сиракузах сначала против Дионисия II, а затем против Диона.
- Гиппарин — сын Диона, любимец Дионисия II.
- Каллипп — друг Диона, позже организовал мятеж, в результате которого Диона убили; тиран Сиракуз.
- Тетталос — актёр, ученик Никерата, его девтерагонист, а позже независимый протагонист. Любовник Никерата.
- Филист — сиракузский историк, при Дионисии II его советник и командующий флотом.
- Платон — древнегреческий философ, товарищ Диона. Среди его учеников в Академии были:
  - Спевсипп — племянник Платона и его преемник; товарищ Никерата.
  - Аксиотея и Ластения — ученицы Академии, дружили с Никератом.
  - Ксенократ — наследник Спевсиппа.
  - Аристотель — древнегреческий философ, в романе — помощник Спевсиппа, который вступил в Академию в 17 лет и оставался до смерти Платона, после чего уехал в Пеллу, где наставлял Александра Македонского.
- Рупилий — римлянин, наемный военный в Сиракузах, спутник Никерата в Леонтине.

### Второстепенные
- Александр — Александр Македонский в возрасте 14 лет.

### Периодически упоминаются
- Эсхил — древнегреческий драматург.
- Еврипид — древнегреческий драматург.
- Филипп II Македонский — царь Македонии.
- Аристофан — древнегреческий драматург.
- Фидий — древнегреческий скульптор.
- Софокл — древнегреческий драматург.